# Jean-Louis Lévesque
Pour les articles homonymes, voir Jean-Louis Levesque.
Ne doit pas être confondu avec Louis Levesque.
J.-Louis Lévesque (13 avril 1911 à Nouvelle, Gaspésie - 28 décembre 1994 à Montréal, Québec à l'âge de 83 ans) est un financier et philanthrope québécois.

## Biographie
J.-Louis Lévesque a fait ses études au Séminaire de Gaspé et au Collège Saint-Dunstan à Charlottetown.
Après avoir été commis de banque et courtier en valeurs et s'être installé à Montréal, en 1941 il ouvre sa propre maison de courtage Le Crédit interprovincial. Il fait fortune en retirant une cote sur chaque 1 000 $ de vente notamment des bons de la victoire de la Deuxième Guerre mondiale. Fortune qui fera de Jean-Louis Lévesque l'un des hommes les plus influents au Québec dans les années 1940 et 1950.

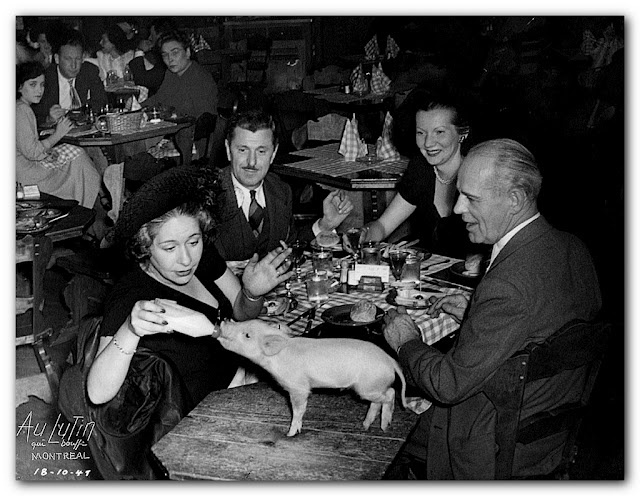
Au lutin qui bouffe, 1947.jpg

Il acquiert par la suite nombre d'entreprises: la compagnie de vêtement pour hommes Fashion Craft, celle de gants Acme, de levure Lallemand, de chaussures Slater, la Corporation de Téléphone de Joliette, la librairie Beauchemin (avec Gérard Favreau), le magasin à rayons Dupuis Frères, le Palais du Commerce de Montréal, le restaurant Au Lutin qui Bouffe, la fabrique de crème glacée Gray's Velvet au Nouveau-Brunswick, etc. Le Crédit interprovincial acquiert la compagnie d'assurance L'Industrielle. En 1954, il crée, avec Gérard Favreau, la Corporation de Valeurs Trans-Canada, puis le Fonds FIC. En 1962, il prend le contrôle de la maison de courtage L.-G. Beaubien cie ltée qui, fusionnée avec le Crédit interprovincial, devient, Lévesque-Beaubien Inc.
En 1967, il est nommé chancelier de l'Université de Moncton.
En 1957, J.-Louis Lévesque fait l'acquisition de l'hippodrome Blue Bonnets, puis celui de Richelieu, tous deux à Montréal. 
Il met sur pied la Fondation J.-Louis Lévesque en 1961 axée sur l'aide à la recherche médicale, aux institutions de santé et à l'éducation. La Fondation appuie, entre autres, l'Institut de Cardiologie de Montréal et l'Université de Moncton.

## Honneurs
- 1991 - Officier de l'Ordre national du Québec[3]
- 1976 - Membre de l'Ordre du Canada
- Doctorat honoris causa en économie politique de l'Université de Montréal
- Doctorat honoris causa en sciences commerciales de l’Université Laval
- Doctorat honoris causa en droit de St. Dunstan's University
- Doctorat honoris causa en sciences sociales au Mount Allison University
- Doctorat honoris causa en droit civil de l'Université de Moncton
- Commandeur de l'Ordre de Saint-Grégoire-le-Grand
- Membre du Temple de la renommée des sports canadien
- Membre du Temple de la renommée des hommes d'affaires canadiens (Canadian Business Hall of Fame)[4].
- Prix Eleanor-Roosevelt Humanities Award